# Ribes malvaceum
Ribes malvaceum là một loài thực vật có hoa trong họ Grossulariaceae. Loài này được Sm. miêu tả khoa học đầu tiên năm 1819.